# Distretto di Paiján
Il distretto di Paiján è uno degli otto distretti della provincia di Ascope, in Perù. Si trova nella regione di La Libertad e si estende su una superficie di 79,32   chilometri quadrati.